# Master of the Rings
Master of the Rings — музичний альбом гурту Helloween. Виданий 8 липня 1994 року лейблом Castle Communications. Загальна тривалість композицій становить 50:12 (без доповнень)
84:49 (з доповненнями). Альбом відносять до напрямку павер-метал. 

## Список пісень
1. "Irritation" (Weikath) — 1:14
2. "Sole Survivor" (Weikath/Deris) — 4:33
3. "Where the Rain Grows" (Weikath/Deris) — 4:46
4. "Why?" (Deris) — 4:11
5. "Mr. Ego (Take Me Down)" (Grapow) — 7:02
6. "Perfect Gentleman" (Deris/Weikath) — 3:53
7. "The Game is On" (Weikath) — 4:40
8. "Secret Alibi" (Weikath) — 5:49
9. "Take Me Home" (Grapow) — 4:25
10. "In The Middle of a Heartbeat" (Deris/Weikath) — 4:30
11. "Still We Go" (Grapow) — 5:09
12. "Can't Fight Your Desire" [bonus na japonskim wydaniu]
13. "Grapowski's Malmsuite 1001 (in D-doll)" [bonus na japonskim wydaniu]